# Pseudowektor

Pętla z prądem widziana w zwierciadle wytwarza pole magnetyczne o zwrocie niezgodnym z jego odbiciem

Pseudowektor (wektor osiowy) – wielkość fizyczna, która przy ciągłych transformacjach układu odniesienia (takich jak translacja lub obrót) przekształca się jak wektor, natomiast przy odbiciu zwierciadlanym i symetrii środkowej transformuje się odmiennie (np. zmienia zwrot wektora).
Najprostszym sposobem utworzenia pseudowektora {\displaystyle {\vec {p}}} w trójwymiarowej przestrzeni euklidesowej {\displaystyle (\mathbb {R} ^{3})} jest iloczyn wektorowy wektorów {\displaystyle {\vec {a}}} i {\displaystyle {\vec {b}}}:
{\displaystyle {\vec {p}}={\vec {a}}\times {\vec {b}}.}
Najpopularniejszymi pseudowektorami w fizyce są wszystkie wektory wywodzące się od obrotu np.: moment pędu oraz prędkość kątowa łącznie z wektorami związanymi z polem magnetycznym.
Pseudowektory mogą być traktowane jako płaszczyzny zorientowane (macierze), których dopełnieniem jest pseudowektor.
O ile wektory zachowują się jak 1-formy, to pseudowektory zachowują się jak (n-1)-formy.